# Teichwolframsdorf
Teichwolframsdorf è una frazione di 2 465 abitanti del comune tedesco di Mohlsdorf-Teichwolframsdorf, nel circondario di Greiz (Turingia). Già comune autonomo, il 1º gennaio 2012 è stato fuso con il comune di Mohlsdorf per costituire il nuovo comune.